# Der goldene Hirsch
Der goldene Hirsch ist ein Märchen. Es steht in Johann Wilhelm Wolfs Deutsche Hausmärchen an Stelle 8. Es gelangte auch in Ernst Heinrich Meiers Deutsche Volksmärchen aus Schwaben (1852), als Der lustige Ferdinand oder der Goldhirsch (Nr. 54).

## Inhalt
Ein Soldat schreibt ans Schilderhaus: „Geld macht Alles aus.“ Zur Wache der Prinzessin versetzt, schreibt er es an die Tür, weil er sie liebt. Der König gibt ihm Geld und sperrt ihn ein. Auf Jahresfrist soll er ihre Liebe finden oder sterben. Er überlässt den Platz seinem Zwillingsbruder und klagt es einem Gastwirt. Der lässt ihm aus Gold einen Hirsch machen, der Musik spielt, wenn der Soldat darin die Schnur zieht. Der König kauft ihn seiner Tochter. Nachts kommt der Soldat heraus und gibt ihr im Schlaf einen Kuss. Sie schreit, er versteckt sich wieder im Hirsch. Das zweite Mal droht ihr Vater, ihn ihr wegzunehmen, wenn sie wieder grundlos schreit. Der Soldat gesteht ihr seine Liebe und lebt heimlich mit ihr. Nach dem Jahr bittet er, sie nochmal zu sehen. Sie zeigt sich mit dem Kind und der König muss zustimmen.

## Herkunft
Der Titel Der goldene Hirsch ist bei Wolf nicht mit einem Sternchen (*) versehen, was laut seiner Vorrede anzeigt, dass er selbst den Text ausarbeitete. Schilderhaus heißt der Unterstand für Wachposten. Ähnlich ist die List in Wolfs Der Metzgergesell und Das graue Männchen, Jahns Der Pilger.
Meiers Der lustige Ferdinand oder der Goldhirsch ist 1852 fröhlicher erzählt: Der Soldat kriegt einfach den Schlüssel zur Schatzkammer, genießt das Geld, denkt erst gar nicht an die Prinzessin. Sie ist auf eine Insel gesperrt. Er lässt den Hirsch machen, klagt ihr, wie krumm er darin liegen muss. Und der König kann es nicht glauben, als sie schwanger ist. Meier versucht eine Herleitung vom goldenen Eber des Gottes Freyr.